# Mimeusemia semyron
Mimeusemia semyron là một loài bướm đêm trong họ Noctuidae.